# Vulmont
Vulmont és un municipi francès situat al departament del Mosel·la i a la regió del Gran Est. L'any 2007 tenia 39 habitants.

## Demografia

### Població
El 2007 la població de fet de Vulmont era de 39 persones. Hi havia 12 famílies, de les quals 8 eren parelles sense fills i 4 parelles amb fills.
La població ha evolucionat segons el següent gràfic:
Habitants censats

### Habitatges
El 2007 hi havia 18 habitatges, 14 eren l'habitatge principal de la família, 3 eren segones residències i 1 estava desocupat. Tots els 16 habitatges eren cases. Tots els 14 habitatges principals que hi havia estaven ocupats pels seus propietaris; 1 tenia quatre cambres i 13 en tenien cinc o més. 13 habitatges disposaven pel capbaix d'una plaça de pàrquing. A 5 habitatges hi havia un automòbil i a 9 n'hi havia dos o més.

### Piràmide de població
La piràmide de població per edats i sexe el 2009 era:
| Homes | Edats   | Dones |
| ----- | ------- | ----- |
| 0     | 95 o +  | 0     |
| 0     | 90 a 94 | 0     |
| 0     | 85 a 89 | 0     |
| 0     | 80 a 84 | 0     |
| 0     | 75 a 79 | 0     |
| 0     | 70 a 74 | 0     |
| 0     | 65 a 69 | 0     |
| 0     | 60 a 64 | 0     |
| 0     | 55 a 59 | 0     |
| 4     | 50 a 54 | 0     |
| 4     | 45 a 49 | 8     |
| 4     | 40 a 44 | 0     |
| 0     | 35 a 39 | 0     |
| 0     | 30 a 34 | 0     |
| 0     | 25 a 29 | 0     |
| 0     | 20 a 24 | 8     |
| 0     | 15 a 19 | 4     |
| 0     | 10 a 14 | 0     |
| 0     | 5 a 9   | 0     |
| 0     | 0 a 4   | 0     |

## Economia
El 2007 la població en edat de treballar era de 26 persones, 21 eren actives i 5 eren inactives. Les 21 persones actives estaven ocupades(12 homes i 9 dones).. De les 5 persones inactives 3 estaven jubilades, 1 estava estudiant i 1 estava classificada com a «altres inactius».

## Poblacions més properes
El següent diagrama mostra les poblacions més properes.